# 單光子雪崩二極體

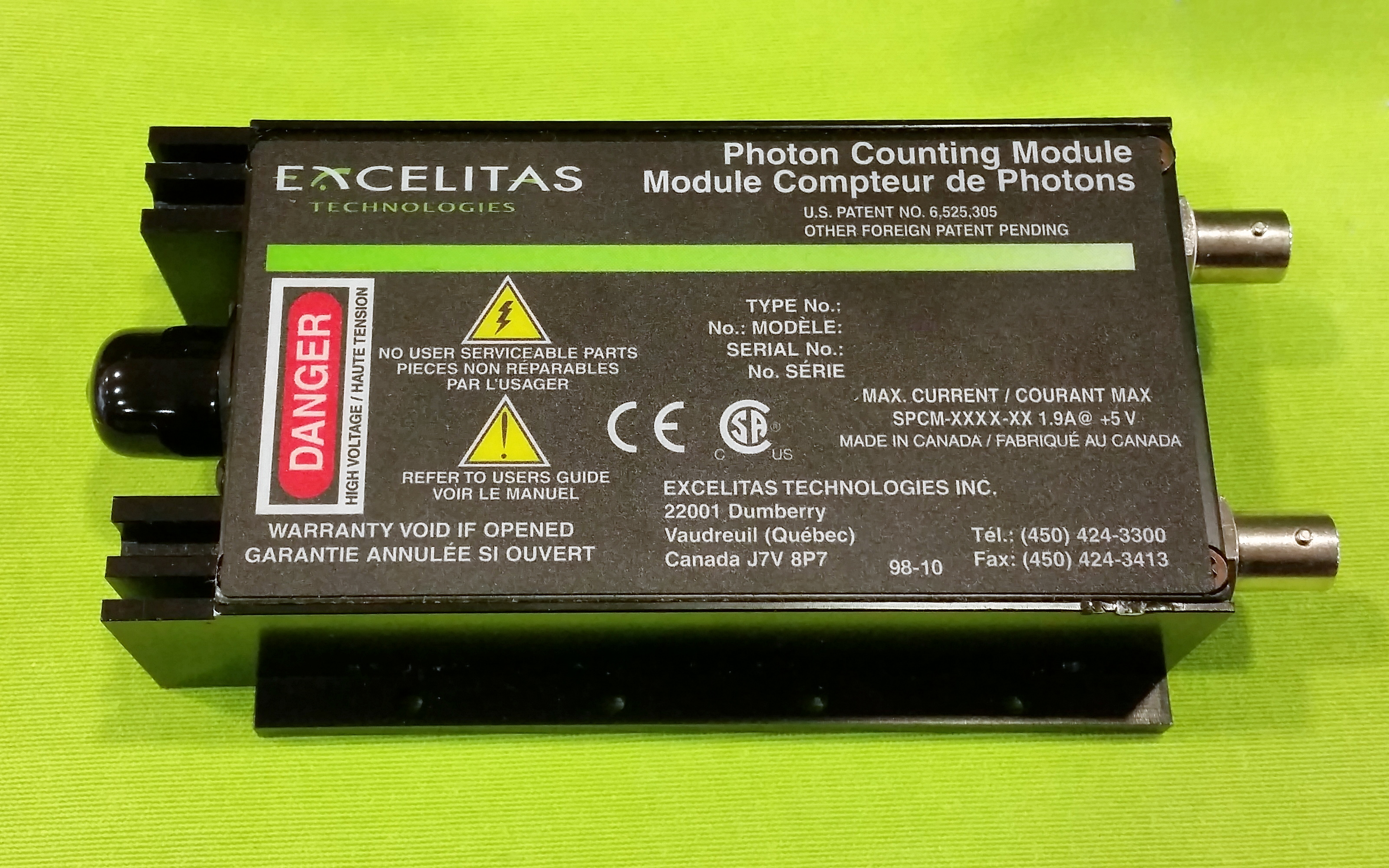
用於可見光光學的商用單光子雪崩二極體模組

單光子雪崩二極體（英語：single-photon avalanche diode，縮頭字SPAD）是一種半導體光感測器。它本質上是一種p-n接面二極體，與光電二極體和雪崩光電二極體 （APD）屬於同一系列。它可以偵測伽瑪射線、X射線、β粒子、α粒子等游離輻射，也可以偵測紫外線、可見光、紅外線之間的大部分電磁波。
一般的光電二極體具有較低的逆向偏壓，漏電流隨著光子的吸收而線性變化，即由於pn接面空乏層內部光電效應而釋放載子（電子和／或電洞）。
然而，SPAD 的逆向偏壓非常高，以至於能發生所謂的碰撞電離和突崩潰現象。具體來說，光電效應所產生的載子被元件中的電場加速，使它的動能足以克服塊材的電離能，得以將電子從原子中擊出，這就是碰撞電離，所產生的電子稱為次級電子。然後次級電子又經歷相同的碰撞電離過程，使電子數量倍增。如此一來，電子數量呈指數增長，這就是突崩潰。最少只要一個光子就能觸發SPAD的突崩潰，所以SPAD能夠偵測單個光子。

## 操作

### 結構
SPAD是基於p-n接面的半導體元件，必須在逆向偏壓下運作，而且工作電壓高於崩潰電壓。